# Adieu, whisky !
Pour plus de détails, voir Fiche technique et Distribution.
Adieu, whisky ! (The Great Accident) est un film américain réalisé par Harry Beaumont, sorti en 1920.

## Synopsis

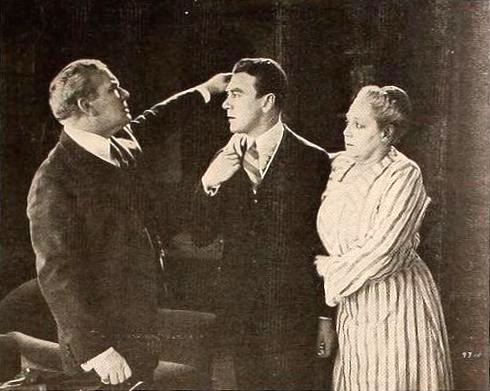
Andrew Robson, Tom Moore, et Lillian Langdon dans une scène du film.

## Fiche technique
- Titre original : The Great Accident
- Titre français : Adieu, whisky !
- Réalisation : Harry Beaumont
- Scénario : Edfrid A. Bingham, d'après le roman de Ben Ames Williams
- Photographie : Norbert Brodin
- Société de production : Goldwyn Pictures Corporation
- Société de distribution : Goldwyn Distributing Company
- Pays d’origine :  États-Unis
- Format : noir et blanc — 35 mm — 1,33:1 — Film muet
- Dates de sortie :  États-Unis : juin 1920

## Distribution
- Tom Moore : Wint Chase
- Jane Novak : Joan Caretall
- Andrew Robson : Winthrop Chase
- Willard Louis : Amos Caretall
- Lillian Langdon : Mme Winthrop Chase
- Ann Forrest : Hetty Morfee
- Philo McCullough : Jack Routt
- Otto Hoffman : V. R. Kite
- Roy Laidlaw : Peter Gergeu
- Edward McWade : Williams
- Don Bailey : Shérif
- Lefty Flynn : Sam O'Brien